# アカデミーオ・デ・エスペラント
アカデミーオ・デ・エスペラント (Akademio de Esperanto) はエスペラントの学術団体。「アカデミーオ」はアカデミーの意味。団体のウェブサイトには「独立した言語の機関であり、その目的は言語エスペラントの基本的な原則を維持し護ることと、その発展を調査することである。」と書かれてある。その役割はフランス語におけるアカデミー・フランセーズによく例えられる。

## 沿革
第一回世界エスペラント大会でアカデミーオの前身である言語委員会(Lingva Komitato)が設けられたが、大きくなりすぎたために1908年に再編されて上級機関であるアカデミーオができた。1948年に委員会とアカデミーオが統合されて現在の組織になった。